# Lista de movimentos fascistas
A aparição do fascismo como uma força dominante é um fenômeno de apenas alguns anos que pode ser datado precisamente, ele começou em 1922/1923, com a emergência do Partido Nacional Fascista italiano liderado por Mussolini e terminou em 1945 com a derrota e morte de Mussolini e Hitler. Além da Itália e Alemanha, registraram-se movimentos fascistas de destaque na Áustria, Bélgica, Grã-Bretanha, Finlândia, Hungria, Romênia, Espanha bem como na África do Sul e Brasil.

## Europa

### Albânia
O Partido Fascista albanês (albanês: Partia Fashiste e Shqipërisë - pFSH) foi um movimento fascista, que detinha o poder nominal na Albânia em 1939, quando o país foi conquistado pela Itália, até 1943, quando a Itália se rendeu aos Aliados. Depois disso, a Albânia caiu sob ocupação alemã, e o pFSH foi substituído pela Guarda da Grande Albânia. Nunca foi um movimento de massas, com uma adesão relatada em 13.500, em maio de 1940, no entanto, durante o tempo do pFSH no poder, fez perceber a visão da Grande Albânia, expandindo as fronteiras da Albânia com o atual Epiro e com Kosovo. Após a queda do Terceiro Reich, a Albânia entrou em guerra civil. Os comunistas voltaram contra seu monarca, efetivamente ganhando o controle do país em 29 de novembro de 1944. A resistência limitada realizada por forças nacionalistas continuaram ambas na Albânia e em Kosovo, com o último deles relatou ter deixado de lutar em 1951, após as operações de apoio secreto britânico-americanas terem sido expostas pelo agente soviético Kim Philby.

### Áustria

Bandeira da Vaterländische Front, Frente Patriótica

Uma coalizão de partidos de direita levou ao poder Engelbert Dollfuss em 1932. Seus principais defensores foram o tradicional Christlichsoziale Partei (Partido Social Cristão) e uma amálgama de movimentos extremistas como o paramilitar Heimwehr, aglomerados por Ernst Rüdiger, Stahremberg criou o Vaterländische Front (Frente Patriótica), de clara orientação fascista. Dollfuss dissolveu o parlamento por tempo indeterminado (março de 1933) e iniciou um regime autoritário que foi chamado Ständestaat. Em resposta ao aumento da atividade dos movimentos pró-nazistas, os defensores da anexação à Alemanha (Anschluss), proibiu a NSDAP e a SDAPÖ. Em julho do mesmo ano, foi assassinado por membros do partido nazista austríaco. Ele foi substituído por Kurt Schuschnigg, que continuou a se opor às pretensões de anexação. Em troca, Arthur Seyss-Inquart, seu ministro do Interior e vice-chanceler, exigiu a presença militar alemã terminando assim com a independência da Áustria.

### Bulgária
A personalidade mais próxima do fascismo de direita na política búlgara foi Alexander Tsankov, que controlou um regime autoritário de grande violência repressiva desde o golpe de 1923-1934, quando foi retirado do poder pelo Zveno (Звено, um movimento ultraconservador com presença no exército e defensor do corporativismo), por sua vez derrubado em 1935 pelo rei Bóris III, que iniciou um governo pessoal autocrático assistido pelo primeiro-ministro Georgi Kyoseivanov.

### Espanha

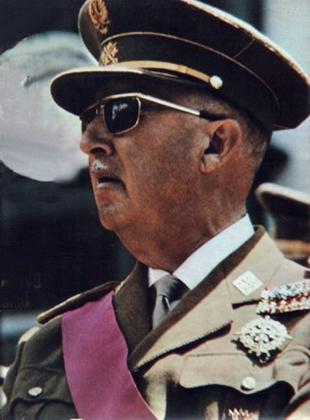
Francisco Franco, o quasi-fascista Caudilho da Espanha de 1939 a 1975.

Durante a ditadura de Primo de Rivera, Ernesto Giménez Caballero ministro propaganda começou a transmitir a ideologia fascista. Admirador de Mussolini, tinha visitado a Itália em 1928.
O Estado de um partido só do falangista Francisco Franco na Espanha sobreviveu ao colapso das Potências do Eixo. A ascensão de Franco ao poder tinha sido assistida diretamente pelos militares da Itália fascista e da Alemanha nazista durante a Guerra Civil Espanhola, e tinha levado voluntários a lutar ao lado da Alemanha nazista contra a União Soviética durante a Segunda Guerra Mundial. Após a II Guerra Mundial e de um período de isolamento internacional, o regime de Franco normalizou as relações com as potências ocidentais.

### Holanda
O Nationaal-Socialistische Beweging em Nederland (Movimento Nacional Socialista na Holanda, a NSB) foi um partido político fascista, que se desenvolveu durante a década de 1930 e tornou-se o único partido legal durante a ocupação alemã na Segunda Guerra Mundial, período em que funcionou como um verdadeiro ramo do partido nazista. Seus fundadores foram Mussert Anton, que se tornou o líder, e Cornelis van Geelkerken. Ele baseou seu programa no fascismo italiano e o nazismo alemão.

### Hungria

Bandeira do Partido da Cruz Flechada

O Partido da Cruz Flechada foi um partido nacional socialista, fascista, pró-alemão e antissemita, semelhante ao Partido Nazista; era liderado por Ferenc Szálasi, que conduziu na Hungria a um governo conhecido como Governo de Unidade Nacional de 15 de outubro de 1944 a 28 de março de 1945.
O partido foi fundado por Ferenc Szálasi em 1935 como Partido da Vontade Nacional.

### Portugal
O regime do Estado Novo,  de António de Oliveira Salazar,  pediu emprestadas muitas das ideias para o exército e  governo ao regime fascista de Mussolini, que admirava e de quem tinha uma foto na secretária de trabalho,  e adaptou-se ao exemplo português de iconografia paternalista para o autoritarismo  No entanto, Salazar distanciou-se do fascismo e do nazismo, que criticou como um "cesarismo pagão" que não reconhecia limites legais, religiosos ou morais . Ao contrário de Mussolini ou Hitler, Salazar nunca teve a intenção de criar um Estado-partidário. Salazar era contra o conceito de partidos e em 1930 criou a União Nacional,  um partido único, que afirmou como um  "não-partido" , anunciando que a União Nacional seria a antítese de um partido político. 

### Romênia

Bandeira da Guarda de Ferro

Em 24 de julho de 1927 foi fundada .a Legião do Arcanjo Miguel, uma organização anti-semita e nacionalista, cujos membros usavam camisas verdes. Os adeptos e membros do movimento foram chamados de Legion. Em março de 1930, Codreanu formou a Guarda de Ferro, um ramo paramilitar e político da Legião. Esse nome passou a ser aplicada a todo o Legion. Seus membros usavam uniformes verdes (considerado um símbolo de rejuvenescimento para seus uniformes ganhou o apelido de "camisas-verdes"). O principal símbolo utilizado pela Guarda de Ferro foi um cruzamento triplo, representando grades da prisão.

### Reino Unido

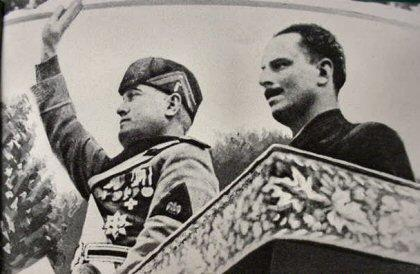
Oswald Mosley e Benito Mussolini em 1936.

Oswald Mosley, um admirador de Benito Mussolini, estabeleceu a União Britânica de Fascistas em 1932 como uma alternativa nacionalista aos três principais partidos políticos da Grã-Bretanha. Embora o BUF tenha alcançado apenas um sucesso limitado em algumas eleições locais, sua existência causou tumultos frequentes, geralmente instigados por movimentos comunistas. O partido foi banido em 1940, e seu líder, Oswald Mosley, foi preso durante todo o período da Segunda Guerra Mundial.

### Suíça
A Frente Nacional (Frente Nacional Suíça) foi fundada em 1930, com uma ideologia de extrema-direita e anti-semita. O partido usou o modelo de democracia da direta para forçar um referendo para alterar a Constituição em 1935, mas foi derrotado e suas atividades diminuíram. O Nationale Bewegung der Schweiz (Movimento Nacional da Suíça) foi fundado em 1940 e atuou como um guarda-chuva das atividades alemãs no país.

## Ásia

### Japão
A ideologia japonesa muitas vezes referida como nacionalista expansionista, militarista ou imperialista teve certa relação como fascismo, além dos fatos de que o Japão fez parte do Eixo durante a Segunda Guerra Mundial e da ocupação japonesa de grandes territórios na Ásia, de alguma forma permite comparar com a dominação dos alemães e italianos na Europa. Na década de 20 e 30 existiu uma organização dentro do exército que procurou estabelecer um governo militar totalitário: a Kōdōha (Facção do Caminho Imperial) que embora nunca chegou a formar um partido político, interveio na política e ainda tentou tomar o poder através de fracassados golpes entre 1934 e 1936.
Modernamente, está em discussão se existiu de fato um modelo de fascismo japonês, de acordo com Richard Torrance, na época da invasão japonesa na Manchúria em 1931, os termos fascismo e fascista estavam em circulação e era apoiados por um corpo de teorias políticas que pareciam corresponder às realidades sociais, políticas e culturais do Japão, para Tosaka Jun, em 1937 o debate sobre a existência do fascismo no Japão já tinha acabado, Tosaka descreveu o fascismo japonês como uma resposta às contradições do capitalismo, políticas inchadas, cultura e cotidiano, geralmente aceitas e experimentadas por uma grande faixa da sociedade.

### República da China
A Sociedade dos Camisas Azuis liderada por Chiang Kai-shek procurou implantar o fascismo na República da China.

### Líbano
O Falanges, partido libanês, foi fundado em 1936 por Pierre Gemayel, seguindo os modelos italianos e espanhóis, entre os cristãos maronitas do Líbano. Seu lema é "Deus, Pátria e Família", sua ideologia foi nacionalista, mais particularmente fenicista (a idealização do passado fenício), depois de passar por várias divisões ainda hoje existe e a família Gemayel está na liderança.

## América Latina

### Costa Rica
A partir dos anos trinta, foi desenvolvido na Costa Rica um movimento de partidários do nazismo alemão. Havia simpatizantes nazistas em posições políticas, funcionários nas administrações de León Cortés Castro e Rafael Angel Calderón Guardia.

### Chile
No Chile, Jorge González von Marées foi o principal líder do Movimento Nacional Chile (MNS) e foi eleito deputado 1937-1945. Inicialmente os membros do MNS entraram em confronto com membros da oposição correntes políticas, tanto liberais e grupos marxistas em 1933 criou os "nazistas de tropas de assalto". O grupo conseguiu penetrar sindicatos também em grupos de classe média e alta, no Chile, tendo, em 1935, com mais de 20.000 membros e com presença significativa em federações de estudantes universitários. Em 1934, eles fundaram a revista Ação Chilena. O MNS tentou provocar um golpe para derrubar o presidente  Alessandri. Em 5 de setembro de 1938, cerca de 60 jovens nazistas tomaram a sede da Universidade do Chile.

### Brasil

Bandeira da Ação Integralista Brasileira

No Brasil, Plínio Salgado fundou em 7 de outubro de 1932 a Ação Integralista Brasileira, influenciado pelo fascismo italiano. Porém o integralismo diverge, em pontos fundamentais, do fascismo e, sobretudo, do nacional-socialismo. Com efeito, a posição oficial do fascismo histórico era no sentido de que o Estado é um fim, encarnando a ética e criando todo o direito, não aceitando, pois, a existência de direitos anteriores ao Estado, ao passo que o integralismo sempre proclamou que o Estado é um meio a serviço da pessoa humana e do bem comum, do mesmo modo que sempre afirmou a existência de direitos naturais da pessoa humana, os quais antecedem o Estado, que, desta forma, não os cria, mas apenas reconhece. Regimes que tiveram as armadilhas clássicas do fascismo como a ditadura do Estado Novo de Getúlio Vargas no Brasil e o governo de Perón na Argentina, são considerados modelos do fascismo.
- | Outros projetos Wikimedia também contêm material sobre este tema: |                           |
| Wikcionário                                                       | Definições no Wikcionário |
| Wikiquote                                                         | Citações no Wikiquote     |

- Wikiquote
- Wikcionário